# Château de Komine
Le château de Komine (小峰城, Komine-jō) est un château japonais situé à Shirakawa dans la préfecture de Fukushima. Il est également appelé « château de Shirakawa » (白河城, Shirakawa-jō).
En français, son nom signifie « petit château au sommet ». Avec le château de Morioka et le château d'Aizuwakamatsu, il peut être considéré comme l'un des trois châteaux les plus importants de la région de Tōhoku au Japon.
Il est actuellement situé à l'intérieur du parc de Shiroyama, où des festivals de fleurs se produisent toute l'année. Le parc et le château sont situés près de la station de Shirakawa (de la ligne principale Tōhoku), à sept minutes de marche.

## Histoire

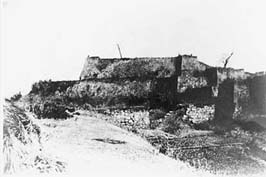
Ruines du château de Shirakawa-Komine, après la bataille d'Aizu.

La construction du château de Komine a été entamée en 1340 par Yūki Chikatomo, sur une petite colline appelée Kominegaoka (小峰ヶ岡). En 1627, il était contrôlé par Niwa Nagashige, qui a transféré 100 000 blocs de pierre à partir du château voisin du domaine de Tanagura (actuelle ville de Tanagura) en 1628. Ceci a été fait pour faciliter l'expansion du château de Komine, rebaptisé « château de Shirakawa ». Ladite rénovation fut terminée quatre ans plus tard, en 1632. Pendant la majeure partie de l'époque Edo, le château a été contrôlé par le clan Matsudaira.
Le château de Komine fut le théâtre d'une bataille de la guerre de Boshin en 1868, où les forces alliées fidèles à l'empereur Meiji ont assiégé le château et ont défait les forces locales unies sous Katamori Matsudaira du domaine d'Aizu, lors de la bataille d'Aizu. Cela a provoqué un incendie qui a détruit la majeure partie du château de Komine, le laissant en ruines.
Après cet incident, les seuls vestiges du château étaient les douves et une partie des murs en pierre. Cependant, entre 1991 et 1994, une vaste reconstruction a été entreprise et la majeure partie de la structure en bois du château a été rebâtie, y compris le donjon et la porte principale.

## Honneur
L'astéroïde (10572) Kominejo est nommé en son honneur. L'éclipse solaire totale du 19 août 1887, visible depuis le centre du Japon, avait été observée depuis le château.